# (474075) 2016 JS29
(474075) 2016 JS29 es un asteroide perteneciente al cinturón de asteroides, descubierto el 21 de septiembre de 2003 por el equipo del Spacewatch desde el Observatorio Nacional de Kitt Peak, Arizona, Estados Unidos.

## Designación y nombre
Designado provisionalmente como 2016 JS29.

## Características orbitales
2016 JS29 está situado a una distancia media del Sol de 2,282 ua, pudiendo alejarse hasta 2,638 ua y acercarse hasta 1,926 ua. Su excentricidad es 0,156 y la inclinación orbital 5,991 grados. Emplea 1259 días en completar una órbita alrededor del Sol.

## Características físicas
La magnitud absoluta de 2016 JS29 es 17,678.